# Hemerocampa cana
Hemerocampa cana är en fjärilsart som beskrevs av Edwards 1881. Hemerocampa cana ingår i släktet Hemerocampa och familjen tofsspinnare. Inga underarter finns listade i Catalogue of Life.